# (36298) 2000 JF10
2000 جاي أف 10 (ويعرف أيضًا باسم (36298) 2000 جاي أف 10 وفق تسمية الكوكب الصغير) (بالإنجليزية: 2000 JF10)‏ هو كويكب ضمن حزام الكويكبات؛ وترتيبه 36298 من حيث الاكتشاف.
اكتُشف هذا الجُرم الفلكي بواسطة بحث لنكولن عن الكويكبات القريبة من الأرض في 3 مايو 2000.

## وصلات خارجية
- (36298) 2000 JF10 في قاعدة بيانات مختبر الدفع النفاث لأجرام النظام الشمسي الصغيرة

- الاكتشاف · مخطط المدار ·  العناصر المدارية · المعلمات المادية

- (36298) 2000 JF10 على موقع ويكي سكاي: DSS2, SDSS, GALEX, IRAS, Hydrogen α, X-Ray, Astrophoto, Sky Map, Articles and images